# Yu-Gi-Oh! Reshef le Destructeur
 (août 2017).
Si vous disposez d'ouvrages ou d'articles de référence ou si vous connaissez des sites web de qualité traitant du thème abordé ici, merci de compléter l'article en donnant les références utiles à sa vérifiabilité et en les liant à la section « Notes et références ».
Yu-Gi-Oh! Reshef le Destructeur est un jeu vidéo sorti sur Game Boy Advance en septembre 2004.
Le jeu était vendu avec trois cartes à jouer (Grandmoth Ultimement Parfait, Riryoku et Annulation d'attaque) du jeu de cartes à collectionner Yu-Gi-Oh! Jeu de cartes à jouer.
Le jeu est sorti en Double Pack avec Yu-Gi-Oh! Les Cartes sacrées.

## Histoire
Le joueur est chez lui avec Joey Wheeler (Jono-Uchi Katsuya) et attendent ensemble Yûgi Muto. Tous trois doivent participer à un tournoi organisé par la Kaiba Corporation. Lorsque Yûgi arrive enfin, il annonce une catastrophe, le puzzle a disparu. Ils décident d'aller à la rencontre de Téa Gardner (Anzu Mazaki). Là bas Shizu Ishtar explique alors que tous les Objets du Millénium (Objets Millénaires) ont disparu et que les cartes de Dieux égyptiens sont retournées à l'état de Pierre et que ceci est l'œuvre de Reshef le Destructeur. L'aventure commence alors.

## Accueil
- Jeuxvideo.com : 16/20[1]